# Kyla Kenedy

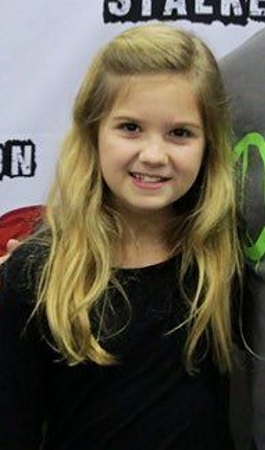
Kyla Kenedy (ca. 2013)

Kyla Kenedy White (* 4. Februar 2003 in Charleston, South Carolina) ist eine US-amerikanische Schauspielerin, die im Jahr 2013 für ihre Rolle im Fernsehfilm Raising Izzie einen Young Artist Award in der Kategorie Beste Hauptdarstellerin in einem Fernsehfilm, Miniserie oder Special gewinnen konnte.

## Leben
Ihre erste Rolle hatte sie im Jahr 2011 in der zweiten Folge der zwölften Staffel der Fernsehserie CSI: Vegas. Nach einigen weiteren kleinen Rollen spielte sie 2012 im Fernsehfilm Raising Izzie die Hauptrolle der titelgebenden Izzie. In der Folgezeit hatte sie wiederkehrende Gastrollen in den Fernsehserien The New Normal als Rebecca und The Walking Dead als Mika Samuels. Von 2016 bis 2019 spielte Kenedy eine der Hauptrollen als Dylan DiMeo in der Comedyserie Speechless, 2021/22 als Tochter des von Ted Danson verkörperten Hauptfigur in Mr. Mayor, einer weiteren Comedy-Serie.

## Filmografie (Auswahl)
- 2011: CSI: Vegas (Fernsehserie, Folge 12x02)
- 2012: Raising Izzie (Fernsehfilm)
- 2012–2013: The New Normal (Fernsehserie, 3 Episoden)
- 2013–2015: The Walking Dead (Fernsehserie, 8 Episoden)
- 2015: A Gift Horse
- seit 2015: If You Give a Mouse a Cookie (Fernsehserie, Stimme von Piper)
- 2016: Love Is All You Need?
- 2016–2017: The Night Shift (Fernsehserie, 8 Episoden)
- 2016–2019: Speechless (Fernsehserie, 63 Episoden)
- 2021: Mr. Mayor (Fernsehserie)
- 2022: The Phantoms